# 瀨戶內寂聽
瀨戶內寂聽（日语：瀬戸内 寂聴，1922年5月15日—2021年11月9日）為日本的小說家，也是一佛教天台宗的僧侶，俗名瀨戶內晴美（瀬戸内 晴美）。她現為大僧正（有如基督教的大主教或樞機主教）。她亦是日本的文化功勞者。德島縣立高等女學校、東京女子大學國語專攻部畢業。她的最終學位為文學士（東京女子大學）。德島縣德島市名譽市民。前天台寺寺主。前敦賀短期大學校長。
其代表作有《夏之殘戀》（夏の終り）、《場所》（場所）、《白話文譯　源氏物語》（現代語訳　源氏物語）等。近年增加了與《源氏物語》相關的著作。迄今為止，其著作贏得了許多的文學獎。

## 生平
生於日本德島縣德島市的經營佛壇店的瀨戶內家。
在就讀東京女子大學時結婚，但與丈夫的學生相戀，留下丈夫和長女離家。正式離婚後，到東京認真地朝向小說家之路邁進。過了幾年後她長女和解了。
1956年（昭和31年）發表了處女作《女大學生・曲愛玲》（女子大生・曲愛玲）並獲得新潮同人雜誌獎成功進入小說行業。但是，後來發表的《花芯》被人批評為官能小說，被稱作「子宮作家」。1963年（昭和38年），她因發表了小說《夏之殘戀》（夏の終り）獲得了女流文學獎，確立了她做為作家的地位。又，於1992年（平成4年）《問花》（花に問え）獲得了文壇裡評價十分高的谷崎潤一郎獎。《源氏物語》的現代日語譯也讓她聲名遠播。於2005年（平成17年）富士電視台播出了以她為主角的特別電視劇─《女人一代記》。
她起初想成為天主教會的修女，但由於她過去的行為舉止被天主教教會拒絕。後來由今東光和尚的引導，受天台宗的幫助，於1973年出家。她做為一名比丘尼也十分熱忱的活躍著，在每週末說法話青空說法（天台寺說法）。
如同在《女人一代記》裡描述的一樣，現實中的她到了東京後曾和好幾位男性發生關係，並且瀨戶內本人也說過去的自己太過沉溺於男色。她在《女人一代記》播放前，於母校公開演講，說明了在劇中闡述的僅為事實的一小部分而已，其實她和更多的男性發生關係。當了尼姑後，她斷了所有男性關係，並認真的過著信仰生活。她曾大力幫助吸麻上癮而被逮捕的萩原健一復健。和永山則夫是摯友，於2016年10月參加日本律師聯合會所舉辦之死刑廢止研討會中，不但透過影片批評死刑制度，且作出「請與這些只想著殺戮的笨蛋們戰鬥吧！」的發言，此舉被認為是對於受害人家屬的侮辱，因而遭到許多被害者協會成員、受害人家屬及社會猛烈批判，自此被視為廢死論者。她反對九一一恐怖攻擊事件的報復攻擊，並曾絕食抗議。

### 年譜
- 1953年　《女大學生・曲愛玲》（女子大生・曲愛玲）　新潮社同人雜誌獎
- 1961年　《田村俊子》　田村俊子獎
- 1963年　《夏之殘戀》（夏の終り）　女流文學獎
- 1973年　於岩手縣平泉町的中尊寺出家，成為比丘尼，法名為瀨戶內寂聽
- 1987年　就任天台寺寺主
- 1988年　就任敦賀女子短期大學校長
- 1992年　《問花》（花に問え）獲谷崎潤一郎獎，辭去敦賀女子短期大學校長一職
- 1995年　藝術選獎文部大臣獎（文學部門）※因小說《白道》的成果
- 1997年　被選為文化功勞者
- 1998年　獲NHK放送文化獎。《白話文譯　源氏物語》（現代語訳　源氏物語）全20本完結
- 2000年　德島縣德島市名譽市民
- 2001年　因《場所》一書獲野間文藝獎
- 2002年　德島書道文學館竣工，館內設置了瀨戶內寂聽紀念室。同時因母校德島縣立高等女學校（現為縣立城東高等學校）迎100週年，她表明將全面支持協助《致君夢100萬圓》（君の夢に100万円）的獎學金制度
- 2005年6月　自天台寺的寺主退隱
- 2006年
  - 2月　撰寫歌劇《愛怨》的劇本
  - 3月　為第73回NHK全國學校音樂大賽（日语：NHK全国学校音楽コンクール）高等學校部的課題曲《在一個深夜裡》（ある真夜中に）作詞（合唱曲。作曲者為千原英喜。）
  - 11月  獲頒文化勳章
  - 12月31日  NHK 紅白歌合戰特別評審委員
- 2007年3月  就任延曆寺直轄寺院「禪光坊」之住持
- 2008年  獲新潟市頒贈安吾獎
- 2011年  以作品《風景》獲頒泉鏡花文學獎
- 2014年5月 因脊椎壓迫性骨折住院，同年還因膽囊癌動手術[3]
- 2018年  獲頒朝日獎，俳句集獲頒第6屆星野立子獎
- 2021年11月9日 因心臟衰竭在京都市内的醫院去世，享年99歲[1]

## 主要著作
- 《問花》（花に問え），1992年，谷崎潤一郎獎獲獎作品
- 《場所》（場所），2001年，野間文藝獎獲獎作品
- 《白話文譯　源氏物語》（現代語訳　源氏物語）
- 《釋迦》（釈迦）
- 《爱怨》（爱怨）歌剧剧本，三木稔作曲，2006东京新国家大剧院首演，2008/2009德国海德堡歌剧院再次上演八场

## 曾飾演過瀨戶內寂聽的演員
- 宮澤理惠（女人一代記系列）
- 满岛光（夏之殘戀）
- 寺岛忍

## 外部連結
- 寂庵 （页面存档备份，存于）
- 瀬戸内仏具店 （页面存档备份，存于）（実家）
- 寂聴の人生相談室（旧 寂聴 あなたと話しましょう 〜動画相談室〜） （页面存档备份，存于）
- 宇治市源氏物語ミュージアム（名誉館長） （页面存档备份，存于）
- Jakucho Setouchiさん(@jakucho_setouchi) • Instagram写真と動画